# (2064) Thomsen
(2064) Thomsen est un astéroïde de la ceinture principale aréocroiseur.

## Description
(2064) Thomsen est un astéroïde aréocroiseur. Il présente une orbite caractérisée par un demi-grand axe de 2,18 UA, une excentricité de 0,33 et une inclinaison de 5,7° par rapport à l'écliptique.

## Compléments